# Langston (Oklahoma)
Langston es un pueblo ubicado en el condado de Logan en el estado estadounidense de Oklahoma. En el año 2010 tenía una población de 1.724 habitantes y una densidad poblacional de 359,17 personas por km².

## Geografía
Langston se encuentra ubicado en las coordenadas 35°56′29″N 97°15′28″O / 35.94139, -97.25778 (35.941398, -97.257846).

## Demografía
Según la Oficina del Censo en 2000 los ingresos medios por hogar en la localidad eran de $14,722 y los ingresos medios por familia eran $26,042. Los hombres tenían unos ingresos medios de $23,750 frente a los $20,417 para las mujeres. La renta per cápita para la localidad era de $17,602. Alrededor del 33.8% de la población estaban por debajo del umbral de pobreza.